# Niveaspis cattleyae
Niveaspis cattleyae är en insektsart som beskrevs av Ernest Lepage 1942. Niveaspis cattleyae ingår i släktet Niveaspis och familjen pansarsköldlöss. Inga underarter finns listade i Catalogue of Life.